# Zoran Milinković (homme politique)
Pour les articles homonymes, voir Zoran Milinković et Milinković.
Zoran Milinković, en serbe cyrillique Зоран Милинковић) (né le 26 septembre 1956) est un homme politique franco-serbe. Il est le président du Parti patriotique de la diaspora. Il vit à Paris et a dirigé les manifestations contre l'OTAN en France[réf. nécessaire].
Zoran Milinković est propriétaire de la revue Yu Business World.

## Carrière politique
En 2000, Zoran Milinković a créé le Parti patriotique de la diaspora, qui a son siège à Belgrade, avec comme but d'améliorer la représentation de la diaspora serbe en Serbie.
En 2004, il s'est présenté à l'élection présidentielle en Serbie. Il y a recueilli 5 442 voix, soit 0,17 % des suffrages.
Aux élections anticipées de mai 2008, Zoran Milinković a de nouveau conduit la liste du Parti national de la diaspora. Cette liste a présenté 44 candidats. Elle a recueilli 1 991 voix, soit 0,05 % des suffrages, ce qui ne lui a pas permis d'obtenir de député à l'Assemblée nationale de la république de Serbie.